# Carcharhinus brevipinna
O Carcharhinus brevipinna é uma espécie de tubarão pertencente ao género Carcharhinus e à família Carcharhinidae. A espécie encontra-se nos oceanos Atlântico, Índico e Pacífico e o mar Mediterrâneo. Habita águas tropicais e temperadas em plataformas continentais, em profundidades de até 200 metros. Indivíduos podem atingir até 304 centímetros de comprimento. Machos atingem maturidade sexual tendo entre 170 a 220 centímetros de comprimento, e fêmeas entre 160 e 222 centímetros.